# Ég á líf
Ég á líf (Nederlands: Ik heb een leven) is een single van de IJslandse zanger Eyþór Ingi Gunnlaugsson. Het was de IJslandse inzending voor het Eurovisiesongfestival 2013 in Malmö, Zweden. Met het nummer werd de 17e plaats behaald. Het nummer is geschreven door Örlygur Smári en Pétur Örn Gudmundsson.